# Chesley Sullenberger

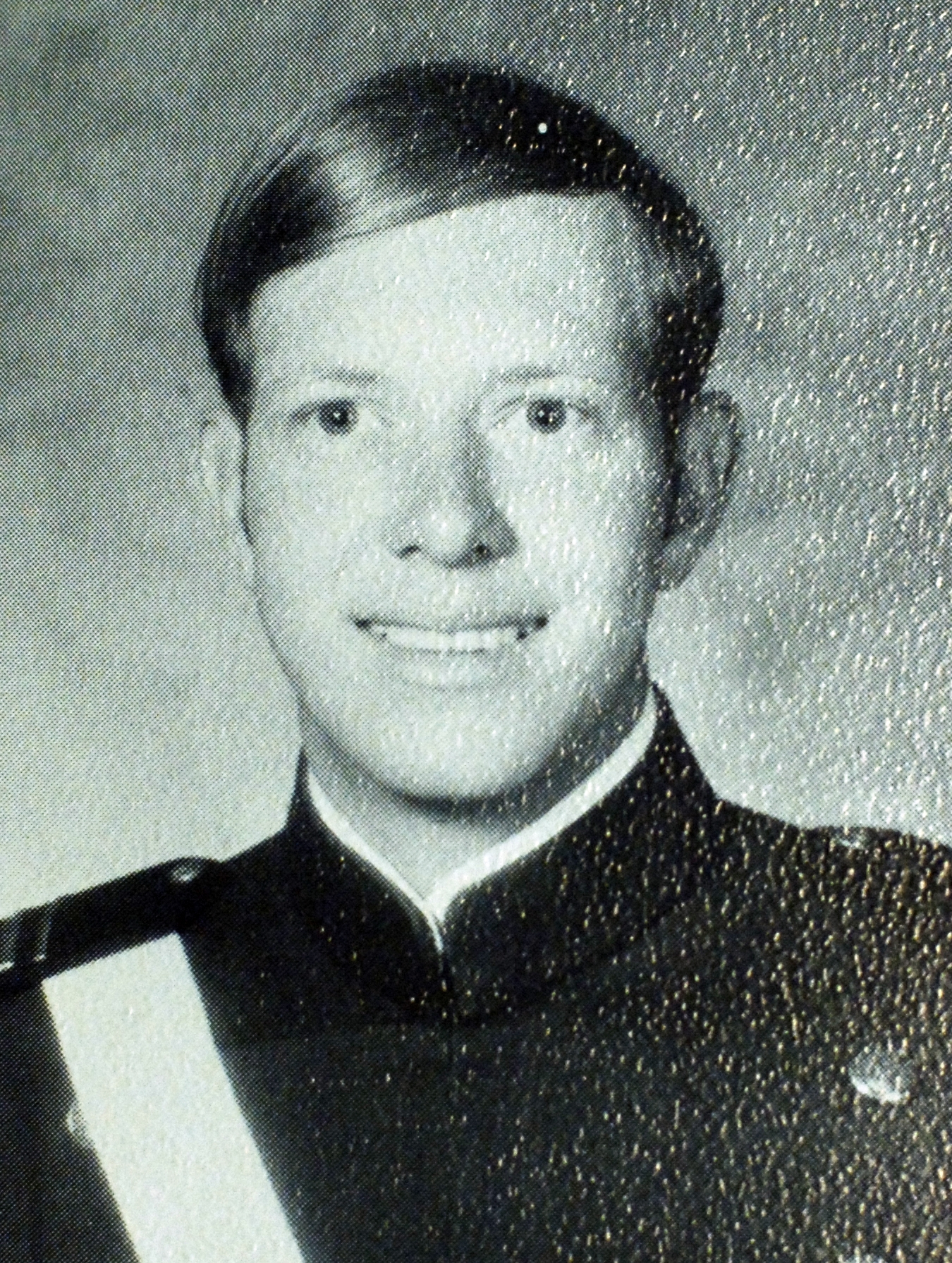
Fotografie Chesleyho Sullenbergera z roku 1973, kdy studoval leteckou akademii

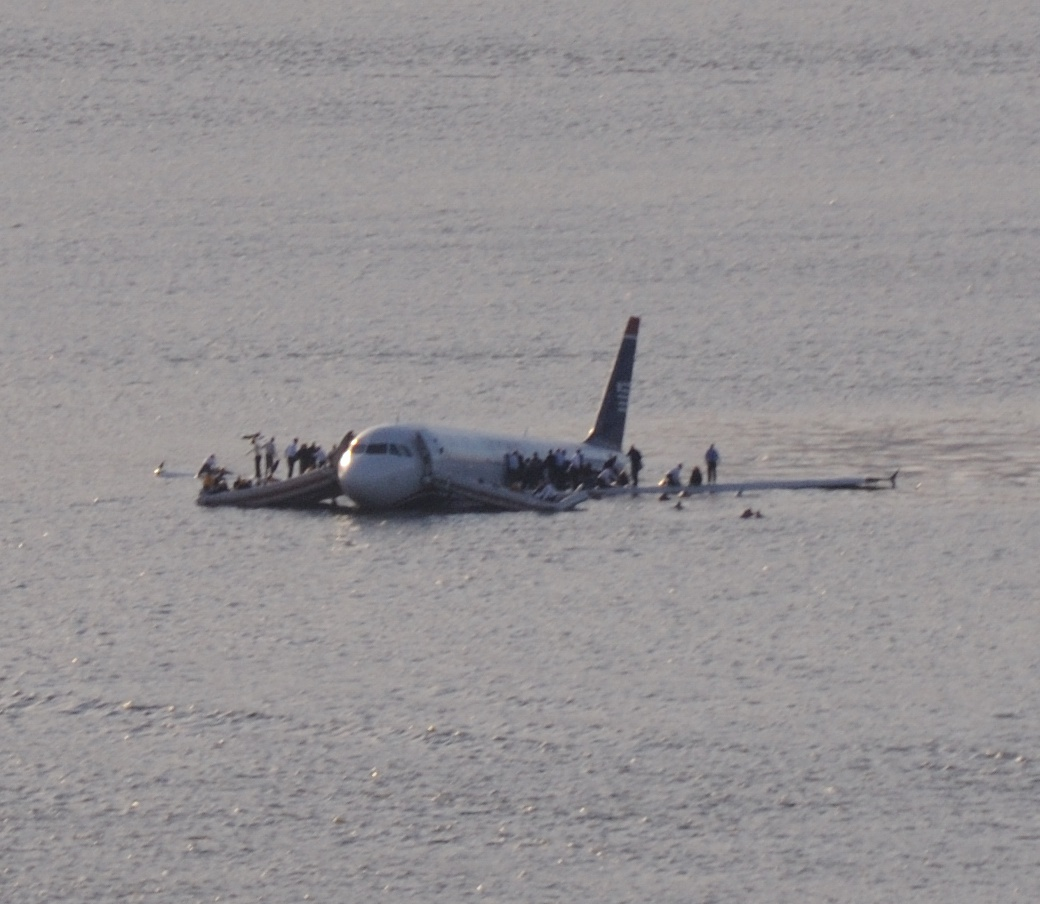
Airbus A320 letu US Airways 1549 po nouzovém přistání v řece Hudson

Chesley Burnett „Sully“ Sullenberger (* 23. ledna 1951 Denison, Texas) je bývalý americký dopravní pilot, bezpečnostní expert a vyšetřovatel leteckých nehod. V lednu 2009 se mu podařilo s letounem Airbus A320 společnosti US Airways (let US Airways 1549) nouzově přistát na řece Hudson nedaleko New Yorku, a to beze ztrát na životech. Je také mezinárodně uznávaným odborníkem na leteckou bezpečnost a významně se podílí na vývoji nových bezpečnostních standardů v letecké dopravě. Rok po nehodě, v únoru 2010, ohlásil Chesley Sullenberger ukončení své profesionální kariéry pilota.  
Roku 2021 se stal zástupcem USA v Mezinárodní organizaci pro civilní letectví (ICAO).

## Nouzové přistání
US Airways Flight 1549 byl pravidelným komerčním letem z New Yorku (letiště LaGuardia) do města Charlotte v Severní Karolíně (letiště Charlotte Douglas International Airport), který však byl již krátce po vzletu (15:26 místního času) z důvodu srážky s ptáky kvůli kterému vysadily oba motory přerušen a pilot byl okolnostmi donucen k nouzovému přistání na vodní ploše řeky Hudson.
Během počátečního stoupání, ve výšce 878 m, se dvoumotorový stroj Airbus A320 střetl s hejnem kanadských hus, z nichž některé byly nasáty do motorů. To způsobilo vnitřní poškození motorů a ztrátu obou motorů. Kapitán Sullenberger si zachoval chladnou hlavu a rozhodl se přistát na vodní ploše Hudsonu, když vyhodnotil, že nemá dostatečnou výšku, aby bezpečně doletěl na nejbližší letiště v LaGuardia (ze kterého vzlétl) nebo Teterboro případně Newark v New Jersey. Jedná se přitom o naprosto ojedinělý příklad, kdy letoun podobné konstrukce přistál na vodě a všech 155 cestujících na palubě nouzové přistání přežilo.